# 青森フジクラ金矢
株式会社青森フジクラ金矢（あおもりふじくらかなや）は、青森県上北郡六戸町に本社・工場を置くフジクラ（旧：藤倉電線株式会社）系の通信ケーブルや電線を製造する非鉄金属メーカーである。2021年10月に「株式会社青森フジクラ金矢」から「株式会社エイ・ケー・ケー」と社名変更を行った。

## 沿革
- 1989年（平成元年）11月 - 「株式会社青森フジクラ」設立
- 2002年（平成14年）6月 - 会社分割により、「株式会社青森フジクラ金矢」設立

## 主製品
- コネクタ端末加工品
- 光情報通信機器
- 自己温度制御型電気ヒータ（Ｆヒータ）
- 機器用電線
- メンブレンスイッチ
- フラットケーブル

## 事業所
- 本社／工場
  - 青森県上北郡六戸町金矢2-2